# شهرستان آق‌تالا
شهرستان آق‌تالا (به قرقیزی:Ак-Талаа району، اق تالاا رايونۇ)(به معنی دشت سفید) یکی از شهرستان‌های قرقیزستان است که در استان نارین واقع شده‌است.